# ウタマ・リアウ・スタジアム
ウタマ・リアウ・スタジアム（インドネシア語: Stadion Utama Riau、英語: Riau Main Stadium）は、インドネシア・リアウ州プカンバルにある多目的スタジアムである。

## 概要
2012年7月に設立される予定となっている。収容人数は43,923人。主にサッカーの試合に用いられる。
また、2012年7月にはAFC U-22アジアカップ2013予選グループEの会場となる他、2012年9月にはインドネシアの国民体育大会であるペカン・オラフラガ・ナシオナル（略称：PON）において、カハルディン・ナスティオン・スポーツセンター・スタジアムと共にサッカー競技の会場として用いられる予定だったが中止になっている。2013年にはイスラム国家間の競技大会であるイスラム諸国連合競技大会の会場としても用いられる予定である。

## 交通アクセス
プカンバルの中心街からは少し北に外れたところにある。スルタン・シャリーフ・カシム2世国際空港よりタクシーで約25分。